# Ian McColl
John Miller "Ian" McColl (født 7. juni 1927, død 25. oktober 2008) var en skotsk fodboldspiller (forsvarer) og senere -træner.
På klubplan tilbragte McColl hele sin aktive karriere, fra 1945 til 1960, hos Glasgow-storklubben Rangers F.C. Her var han med til at vinde hele syv skotske mesterskaber, fire FA Cup-titler og to udgaver af Liga Cuppen.
McColl spillede desuden 14 kampe for Skotlands landshold, som han debuterede for 15. april 1950 i en VM-kvalifikationskamp på hjemmebane mod England. Han var en del af den skotske trup til VM 1958 i Sverige, men kom dog ikke på banen i turneringen, hvor skotterne blev slået ud efter det indledende gruppespil.
Efter at have afsluttet sin aktive karriere fungerede McColl i en årrække som manager. Han var blandt andet i fem år ansvarshavende for det skotske landshold, og havde efterfølgende tre år i spidsen for engelske Sunderland.

## Titler
Skotsk mesterskab
- 1947, 1949, 1950, 1953, 1956, 1957 og 1959 med Rangers

FA Cup
- 1949, 1950, 1953 og 1960 med Rangers

Scottish League Cup
- 1947 og 1949 med Rangers